# Saho (Burkina Faso)
Pour les articles homonymes, voir Saho.
Saho est une commune rurale située dans le département de Boni de la province de Tuy dans la région des Hauts-Bassins au Burkina Faso.

## Santé et éducation
Le centre de soins le plus proche de Saho est le centre de santé et de promotion sociale (CSPS) de Boni.